# 王參
王參（1437年—？年），字拱辰，四川順慶府岳池縣人，

## 生平
成化八年（1472年）壬辰科進士。官刑部員外郎。

## 家族
曾祖王泰文；祖王希仙；父王鐸，順天府丞；母劉氏。